# René Münnich
René Münnich (ur. 6 maja 1977 roku w Löbau) – niemiecki kierowca wyścigowy. Właściciel zespołu World Touring Car Championship – Münnich Motorsport.

## Kariera
Münnich rozpoczął karierę w wyścigach samochodowych w 2007 roku od startów ADAC GT Masters. Z dorobkiem sześciu punktów uplasował się na szesnastej pozycji w końcowej klasyfikacji kierowców. W późniejszych latach pojawiał się także w stawce ADAC Procar, 24H Series, 24H Dubai oraz World Touring Car Championship.

## Statystyki
| Sezon | Seria                                                    | Zespół                          | Wyścigi | Zwycięstwa | PP | NO | Podium | Punkty | Pozycja |
| ----- | -------------------------------------------------------- | ------------------------------- | ------- | ---------- | -- | -- | ------ | ------ | ------- |
| 2007  | ADAC GT Masters                                          | All-inkl.com Racing             | 4       | 0          | 0  | 0  | 0      | 6      | 16      |
| 2007  | ADAC Procar – Division I                                 |                                 | 2       | 0          | 0  | 0  | 0      | 0      | NS      |
| 2010  | 24H Series – A6                                          | Land Motorsport 2               | 1       | 0          | 0  | 0  | 1      | 0      | NS†     |
| 2011  | 24H Dubai – A6                                           | Land Motorsport                 | 1       | 0          | 0  | 0  | 0      | N/A    | NS      |
| 2012  | World Touring Car Championship                           | Special Tuning Racing           | 2       | 0          | 0  | 0  | 0      | 0      | NS      |
| 2012  | World Touring Car Championship – Yokohama Drivers Trophy | Special Tuning Racing           | 2       | 0          | 0  | 0  | 0      | 0      | NS      |
| 2013  | World Touring Car Championship                           | ALL-INKL.COM Münnich Motorsport | 24      | 0          | 0  | 0  | 0      | 0      | NS      |
| 2013  | World Touring Car Championship – Independent's Trophy    | ALL-INKL.COM Münnich Motorsport | 24      | 0          | 0  | 0  | 0      | 15     | 14      |
| 2014  | Dunlop 24H Dubai – A6-Pro                                | ALL-INKL.COM Münnich Motorsport | 1       | 0          | 0  | 0  | 0      | N/A    | 2       |
| 2014  | World Touring Car Championship                           | ALL-INKL.COM Münnich Motorsport | 21      | 0          | 0  | 0  | 0      | 3      | 19      |
| 2014  | Blancpain Sprint Series Cup                              | ALL-INKL.COM Münnich Motorsport | 1       | 0          | 0  | 0  | 0      | 0      | NS      |
| 2014  | Blancpain Sprint Series Cup – Pro-Am Trophy              |                                 |         |            |    |    |        | 6      | 7       |